# نظرية لغة الشمس
نظرية لغة الشمس (بالتركية: Güneş Dil Teorisi)‏ هي فرضية لغوية قومية تركية زائفة طورت في تركيا في ثلاثينيات القرن العشرين، والتي اقترحت أن جميع اللغات البشرية هي أحفاد لغة بدائية تركية واحدة. اقترحت النظرية ذلك لأن هذه اللغة البدائية لديها تشابه فونيمي وثيق مع التركية، فإن جميع اللغات الأخرى يمكن أن تعزى أساساً إلى الجذور التركية. ووفقاً لهذه النظرية، فإن عبّاد آسيا الوسطى، الذين أرادوا أن يحيّوا قدرة الشمس وصفاتها التي تعطي الحياة، قاموا بذلك بتحويلهم الثرثرة التي لا معنى لها إلى مجموعة متماسكة من الطقوس، ووُلدت اللغة، ومن هنا جاء اسمها.

## الأصول
- أفكار المؤرخ الفرنسي هيلير دو بارنتون، المعبر عنها في «أصل اللغات والأديان والشعوب»، بأن جميع اللغات نشأت من الهيروغليفية ومن الكتابة المسمارية التي استخدمها السومريون.[4]

- ورقة من اللغوي النمساوي هيرمان ف. كفيرجي من فيينا بعنوان «سيكولوجية بعض عناصر اللغات التركية».[5]

- مؤسس الجمهورية التركية وأول رئيسها، مصطفى كمال أتاتورك، لم يكتف بتقديم الدعم الرسمي والمدي للنظرية.[6]

## عقائد
وكما ورد في مقال نشرته صحيفة نيويورك تايمز في عام 1936 عن المنهج الدراسي لمدرسة اللغة والتاريخ والجغرافيا التي افتتحت حديثا في جامعة أنقرة، فإن النظرية 

ويزعم أن السومريين أتراك نشأوا في آسيا الوسطى، وأن جميع اللغات نشأت هناك واستخدمها الأتراك لأول مرة. اللغة الأولى، في الواقع، جاءت إلى الوجود بهذه الطريقة: رجل ما قبل التاريخ، أي. الأتراك في أكثر المراحل بدائية، صُدموا بتأثير الشمس على الحياة لدرجة أنه جعل منها إلها ينبت فيه كل الخير والشر. ومن ثم جاء إليه النور والظلام والدفء والنار، وارتبطت به جميع أفكار الزمن: الطول والمسافة والحركة والحجم، وتعبير عن مشاعره. وهكذا كانت الشمس أول شيء يطلق عليه اسم. كانت الكلمة «اغ» (تنطق اغ)، ومن هذا المقطع تُستخدَم كل الكلمات اليوم. هذه باختصار هي نظرية «لغة الشمس»، ومع المفهوم الجديد للتاريخ التركي سيتم تدريسها في مدرسة أنغورا الجديدة.

وخلاصة القول، واستنادا إلى نظرة مركزية الشمس لأصل الحضارة واللغات البشرية، زعمت النظرية أن اللغة التركية هي اللغة التي تستمد منها جميع اللغات المتحضرة.
ومن بين الكلمات التي زُوّد بأصلها التركي الزائف من خلال ممارسة الغوروبية كلمة الله التي تُنسب إلى البركة التركية؛ كلمة بيليتين (تعلَّم عن ظهر قلب)؛ كلمة كهربائية من كلمة أويغور يالتر بوك (ألمع).
ووفقًا لللغوي جلعاد زوكرمان، «من الممكن أن تكون نظرية لغة الشمس قد اعتمدت من قبل أتاتورك من أجل إضفاء الشرعية على الكلمات العربية والفارسية التي لم تتمكن سلطات اللغة التركية من استئصالها. وعوضت هذه الخطوة عدم توفير لفظة جديدة عن كل كلمة أجنبية/استعارة».